# Бучило
Бучи́ло — водопад в Искитимском районе Новосибирской области России. Образован рекой Талушкой, расположен на восточной окраине села Легостаево. Высота — около 5 м. Ширина русла — 1,5 м. В верхней части водопада находится небольшая пещера.

## История
Ранее с помощью гидродинамической силы водопада здесь работала небольшая электростанция, рядом с ней жила семья, которая в период Великой Отечественной войны охраняла гидротехническое сооружение. Позднее электростанция исчезла. Также возле водопада располагались пионерские лагеря.
Впоследствии место было заброшено, появилась несанкционированная свалка.
Позже в этом месте хотели сделать карьер для добычи известняка, однако благодаря вмешательству общественных организаций водопад стал природной достопримечательностью.

## Флора и фауна
Возле водопада встречаются краснокнижные растения. В реке водятся около 10 видов рыб. Обитающий здесь хариус занесён в Красную книгу Новосибирской области.